# Arboridia
Arboridia  (лат.) — род цикадок из отряда Полужесткокрылых.

## Описание
Цикадки длиной около 3 мм. Умеренно стройные, длина надкрылий превышает ширину не более чем в 4 раза. Фронтклипеус в профиль выпуклый. В СССР около 20 видов.
- Arboridia alpestris (Ribaut, 1959)
- Arboridia brevis (Ribaut, 1931)
- Arboridia cantoreanica Dworakowska, 1970
- Arboridia dalmatina Wagner, 1962
- Arboridia erecta  (Ribaut, 1931)
- Arboridia expansa  (Zachvatkin, 1946)
- Arboridia kakogawana  (Matsumura, 1932)
- Arboridia kratochvili  (Lang, 1945)
- Arboridia loginovae  (Emeljanov, 1964)
- Arboridia parvula  (Boheman, 1845)
- Arboridia pitita  Della Giustina, Remane & Wilson, 1999
- Arboridia potentillae  (Moravskaja, 1948)
- Arboridia pusilla  (Ribaut, 1936)
- Arboridia ribauti  (Ossiannilsson, 1937)
- Arboridia simillima  (Wagner, 1939)
- Arboridia spathulata  (Ribaut, 1931)
- Arboridia strandjensis  Bayryamova, 1987
- Arboridia velata  (Ribaut, 1952)
- Arboridia versuta  (Melichar, 1897)
- Arboridia vitisuga  (Dlabola, 1963)